# Воля-Флящина
Воля-Флящина (пол. Wola Flaszczyna) — село в Польщі, у гміні Задзім Поддембицького повіту Лодзинського воєводства.
Населення — 163 особи (2011).
У 1975-1998 роках село належало до Серадзького воєводства.

## Демографія
Демографічна структура станом на 31 березня 2011 року:
|          | Загалом | Допрацездатний вік | Працездатний вік | Постпрацездатний вік |
| -------- | ------- | ------------------ | ---------------- | -------------------- |
| Чоловіки | 82      | 17                 | 52               | 13                   |
| Жінки    | 81      | 17                 | 42               | 22                   |
| Разом    | 163     | 34                 | 94               | 35                   |